# 1996年アトランタオリンピックの北朝鮮選手団
1996年アトランタオリンピックの北朝鮮選手団（1996ねんアトランタオリンピックのきたちょうせんせんしゅだん）は、1996年7月19日から8月4日にかけてアメリカ合衆国のジョージア州アトランタで開催された1996年アトランタオリンピックの北朝鮮選手団、およびその競技結果。

## 概要
今大会は金メダル2個、銀メダル1個、銅メダル2個の合計5個のメダルを獲得した。

## メダル
| メダル | 選手名       | 競技 | 種目           |
| ------ | ------------ | ---- | -------------- |
| 金     | ケー・スンヒ | 柔道 | 女子48kg以下級 |